# Comando Conjunto de Ciberdefensa
El Comando Conjunto de Ciberdefensa es un comando conjunto con asiento en Puerto Madero (CABA) y con dependencia del Estado Mayor Conjunto de las Fuerzas Armadas a través del Comando de Operaciones Conjuntas.
Fue creado el 14 de mayo de 2014 por resolución n.º 343 del Ministerio de Defensa.

## Organización
El Comando Conjunto de Ciberdefensa está conducido por el comandante conjunto de Ciberdefensa, de quien dependen el jefe de Estado Mayor, el Centro de Ingeniería de Ciberdefensa y el Centro de Operaciones de Ciberdefensa, además del Departamento Presupuesto y la Secretaría Ayudante. El Estado Mayor está integrado por los Departamentos Personal, Inteligencia, Operaciones, Logística y Apoyo.